# Stopplaats Hotel Naeff
Stopplaats Hotel Naeff is een voormalige halte aan de Staatslijn A. De stopplaats was geopend van 2 februari 1865 tot een onbekende datum. Ze lag tussen de huidige stations van Arnhem Presikhaaf en Velp. Hotel Naeff en de gelijknamige stopplaats werden veel gebruikt bij feesten door directieleden van de Nederlandse Spoorwegen.